# Xysticus gosiutus
Xysticus gosiutus là một loài nhện trong họ Thomisidae.
Loài này thuộc chi Xysticus. Xysticus gosiutus được Willis J. Gertsch miêu tả năm 1933.